# 佐々木逢介
佐々木 逢介（ささき おうすけ、2006年12月25日 - ）は、日本の俳優（子役）。TDMに所属していた。

## 略歴
ぜんりょく☀ボーイズの候補生として活動し、現在ではTEAM ZENRYOKU、ぜんりょくドリーマーズのメンバーである。またCuugalのモデルを務めるほか、スカッとジャパンに出演するなど俳優としても活躍していた。
現在は事務所を退所している。

## 出演[1]

### 映画
- 蜩の記（2014年）
- ラストレター（2020年）

### TV
- 2020年1月13日 フジテレビ「痛快TV スカッとジャパン」出演[2]。
- 2020年 日本テレビ系「ギルティ〜この恋は罪ですか？〜」寺島睦月幼少役

### テレビCM
- ポケモンGO
- セキスイハイム信越
- NTTdocomo
- JR東日本
- 東京インテリア
- JAみやぎ
- グランディハウス
- 安比高原
- 福島イオンモール
- 世田谷自然食品

### Web-CM
- TOYOTA
- アイデム

### ラジオCM
- 龍角散
- ドコモ光

### モデル
- ニコ☆プチKIDS 専属モデル
- じゃらん東北
- 仙台コレクション2013 2014
- Cuugal（キューガル）モデル